# Armaiolo
Armaiolo ist ein Ortsteil (Fraktion, italienisch frazione) der Gemeinde Rapolano Terme in der Provinz Siena, Region Toskana in Italien.

## Geografie
Der Ort liegt ca. 2 Kilometer nördlich des Hauptortes Rapolano Terme und ca. 20 Kilometer östlich der Provinzhauptstadt Siena im Tal des Ombrone (Val d’Ombrone). Der Ombrone fließt ca. 1 km westlich des Ortes. Der Ort liegt im Bistum Arezzo-Cortona-Sansepolcro. Armaiolo liegt bei 281 Metern und hat ca. 80 Einwohner. Der Ort ist bis heute unterteilt in drei Terzi, die Campane, Finimondo und Fontebranda genannt werden, die anliegenden Orte Campigliola, Castiglion Baroti und Laticastelli gehörten ebenfalls zu Armaiolo.

## Geschichte
Die Ursprünge der Burg (Castello) ist unbekannt. Sie gehörte 1121 den Grafen Spadalonga e Adilasia und gelang 1208 unter die Herrschaft von Siena. 1254, 1260 (nach der Schlacht von Montaperti) und 1266 wurde der Ort von Florenz angegriffen, da der Ort im Konflikt von Ghibellinen und Guelfen als Verbündeter der Ghibellinen aus Siena galt. 1260 werden die Grafen Berardenghi aus Asciano als Herrscher im Ort erwähnt, die den Ort bis ins 14. Jahrhundert regierten und dann an Siena abgeben mussten. In der zweiten Hälfte des 14. Jahrhunderts war der Notar Ser Cristofano di Gano di Guidino mehrmals Statthalter (Vicario) in Armaiolo für die Stadt (Republik) Siena. Seine Freundschaft zu Katharina von Siena und der Besuch der Santa Caterina waren wohl namensgebend für das Ortsdrittel Fontebranda in Armaiolo, da die Heilige aus Siena aus dem Gebiet von Fontebranda in Siena stammte. Am 30. Mai 1554 wurde der Ort im Vorfeld der Schlacht von Scannagallo (Battaglia di Scannagallo, auch Battaglia di Marciano, 2. August 1554) angegriffen. Nachdem der Ort sich weigerte, sich zu ergeben, wurde er gewaltsam von den Truppen der Fiorentinischen Verbündeten eingenommen, alle männlichen Bewohner getötet und der Ort in Brand gesteckt. Bis 1777 war der Ort eigenständig und kam dann mit Campigliola, Castiglion Baroti und Laticastelli als Ortsteil zu Rapolano Terme.

## Sehenswürdigkeiten

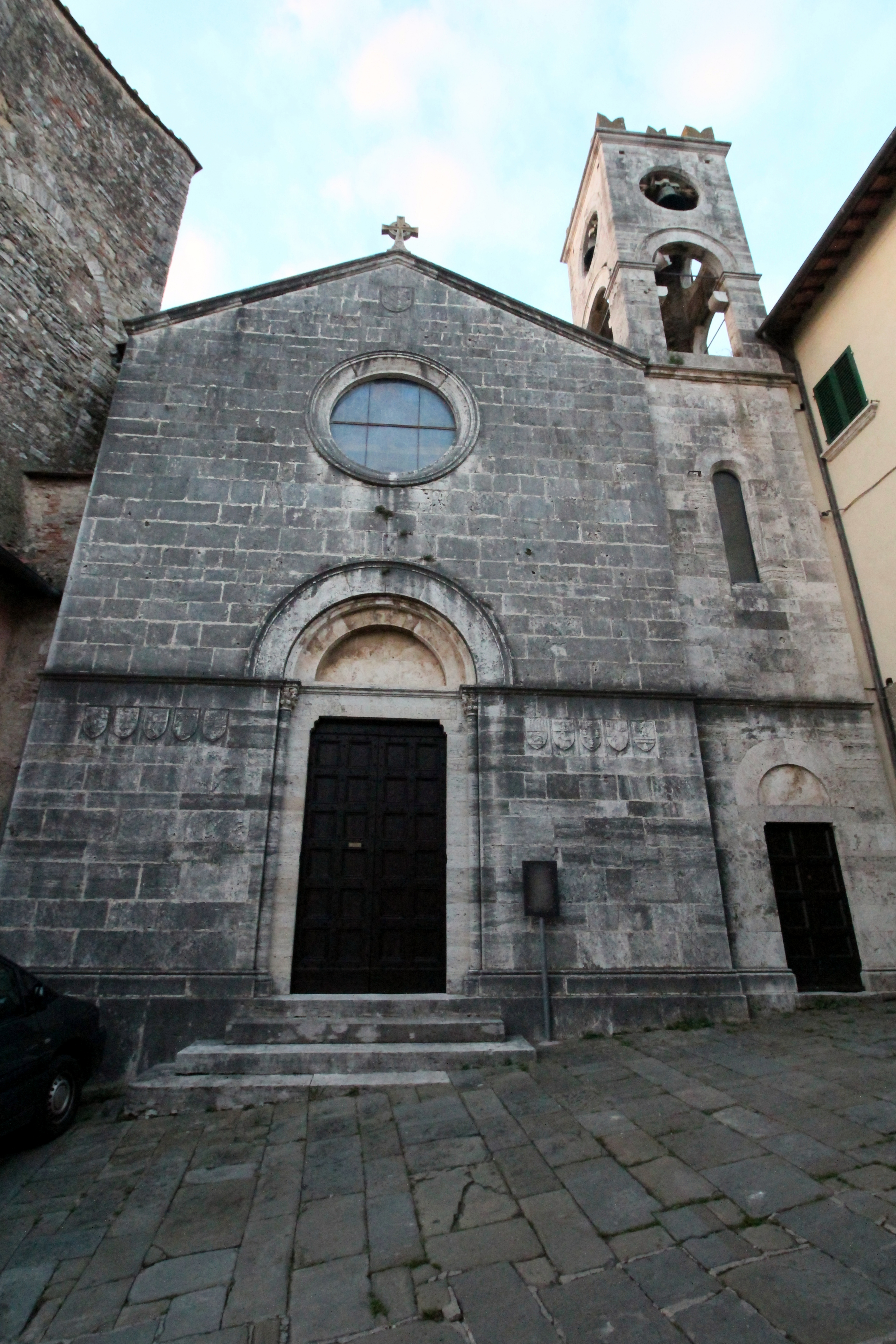
Die Kirche San Giovanni Evangelista im Ortskern

- Chiesa di San Giovanni Evangelista, Kirche im Ortskern, die bereits im 14. Jahrhundert erwähnt wurde. Die heutige Erscheinungsform stammt aus den Jahren 1898/1899. Die Fresken im Kircheninneren entstanden zum Jubeljahr 1975 durch Eldo Pensatori. Enthält zudem das Gemälde Ultima Cena aus dem 18. Jahrhundert (stammt aus der  Chiesa della Compagnia del Corpus Domini).[8]
- Chiesa della Compagnia del Corpus Domini, kleine Kirche kurz außerhalb der Befestigungsmauern von Armaiolo.[8]
- Santissimo Crocifisso, Kirche etwa 500 m nordwestlich von Armaiolo in der Località Casalino, die zur Pfarrei San Giovanni Evangelista ad Armaiolo gehört. 1676 wohnten hier 21 Familien.[9]
- San Biagio a Chiusella, Kirchenruine etwa 700 m westlich von Armaiolo in der Località Chiusella.

## Verkehr
- Der Ort liegt ca. 500 Meter entfernt von der Anschlussstelle Rapolano Terme an der Schnellstraße Siena-Bettolle.
- Die nächstgelegene Bahnstation ist Rapolano Terme mit Verbindungen nach Siena und Chiusi-Chianciano Terme.

## Bilder

Bilder von Armaiolo
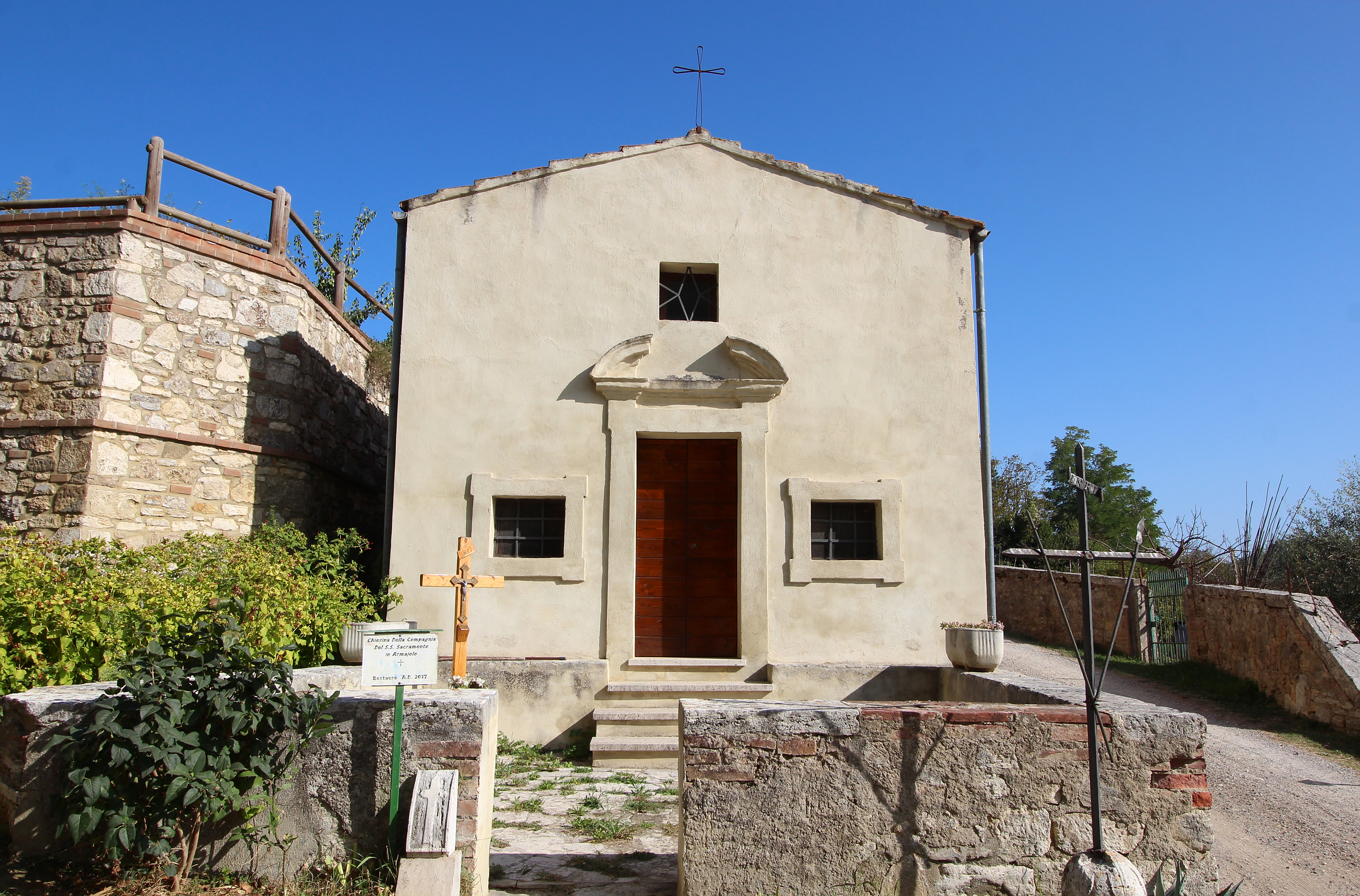
Die Kirche Chiesa della Compagnia del Corpus Domini
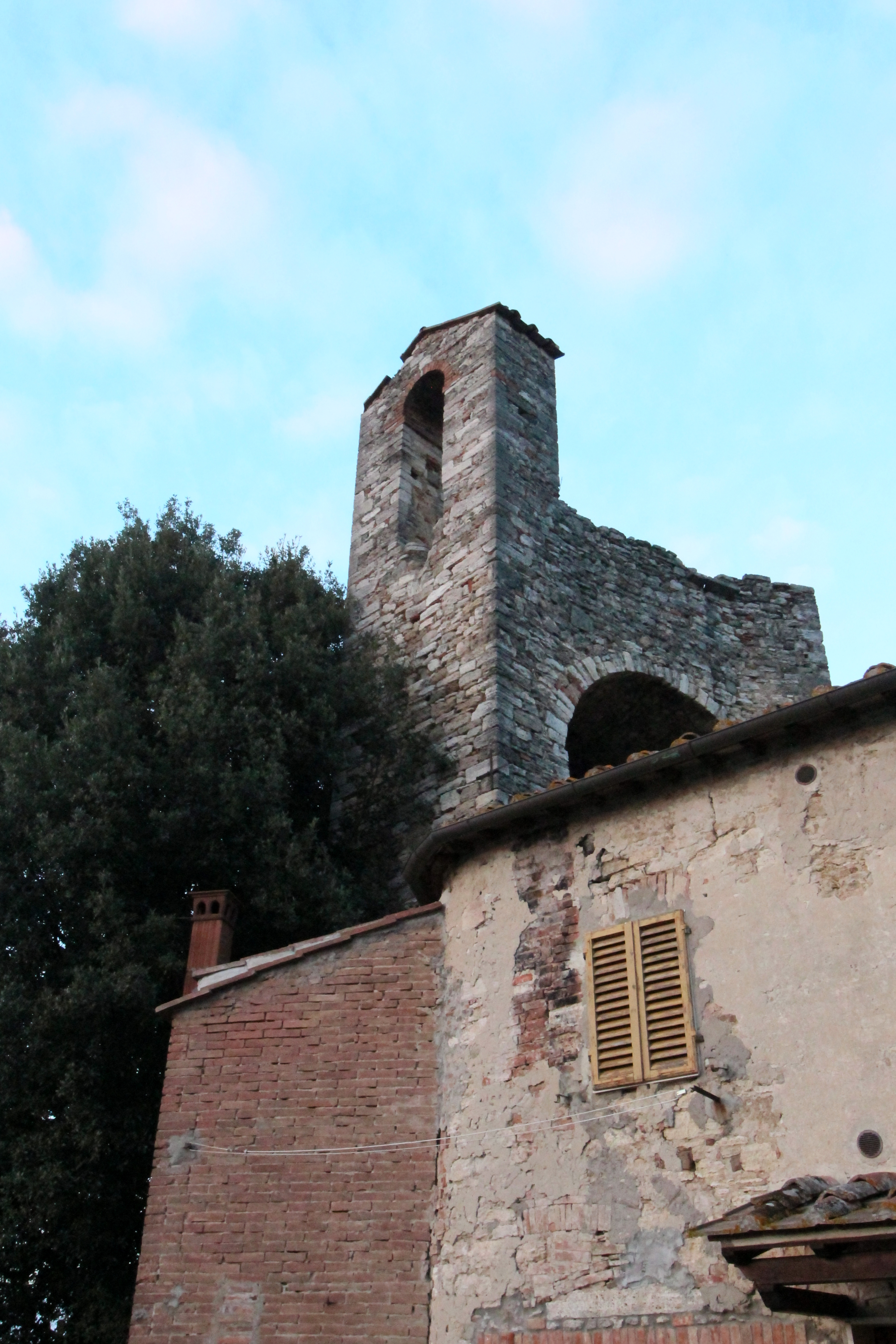
La Campana (Die Glocke)
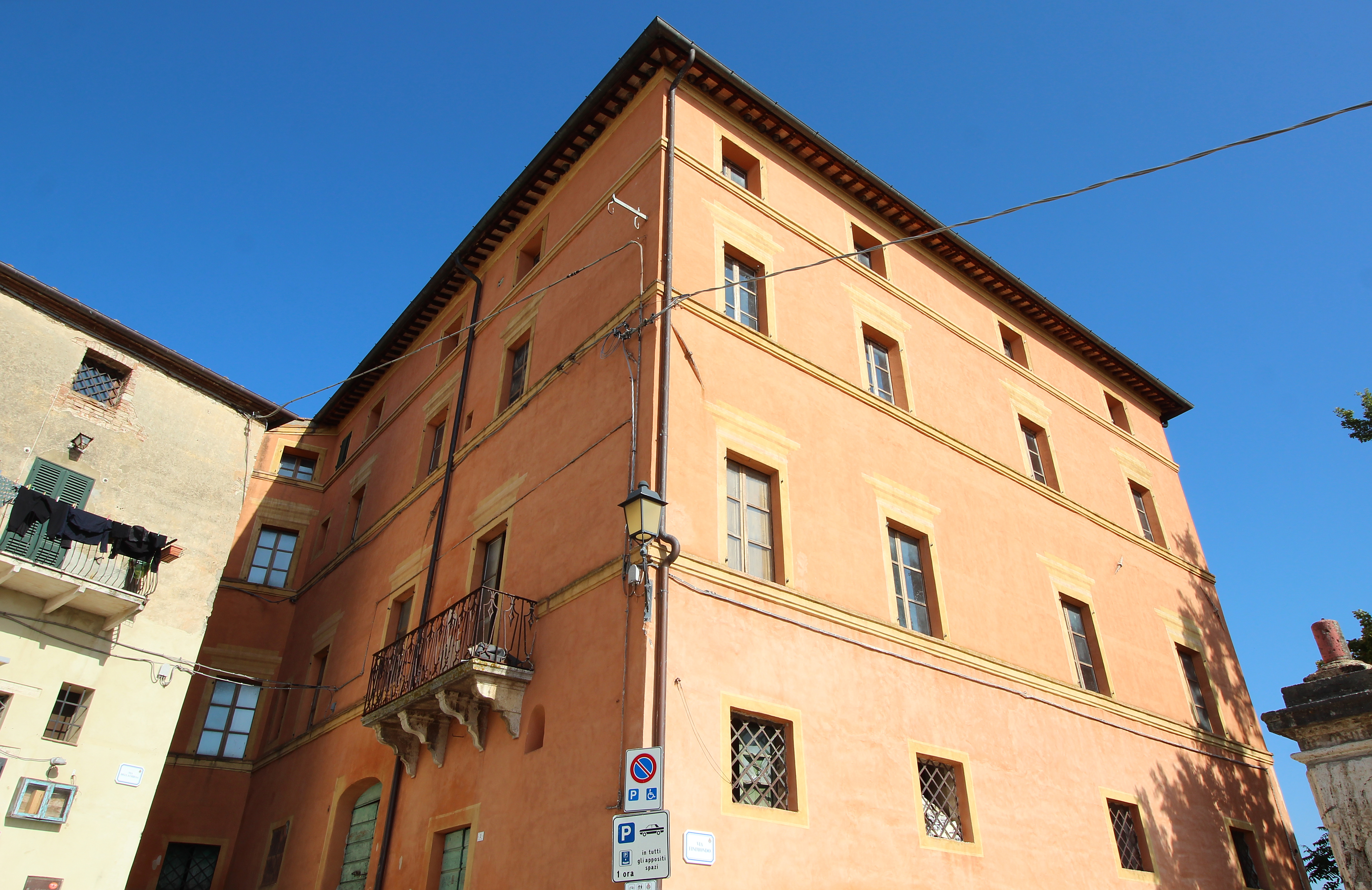
Die Villa Camaiori
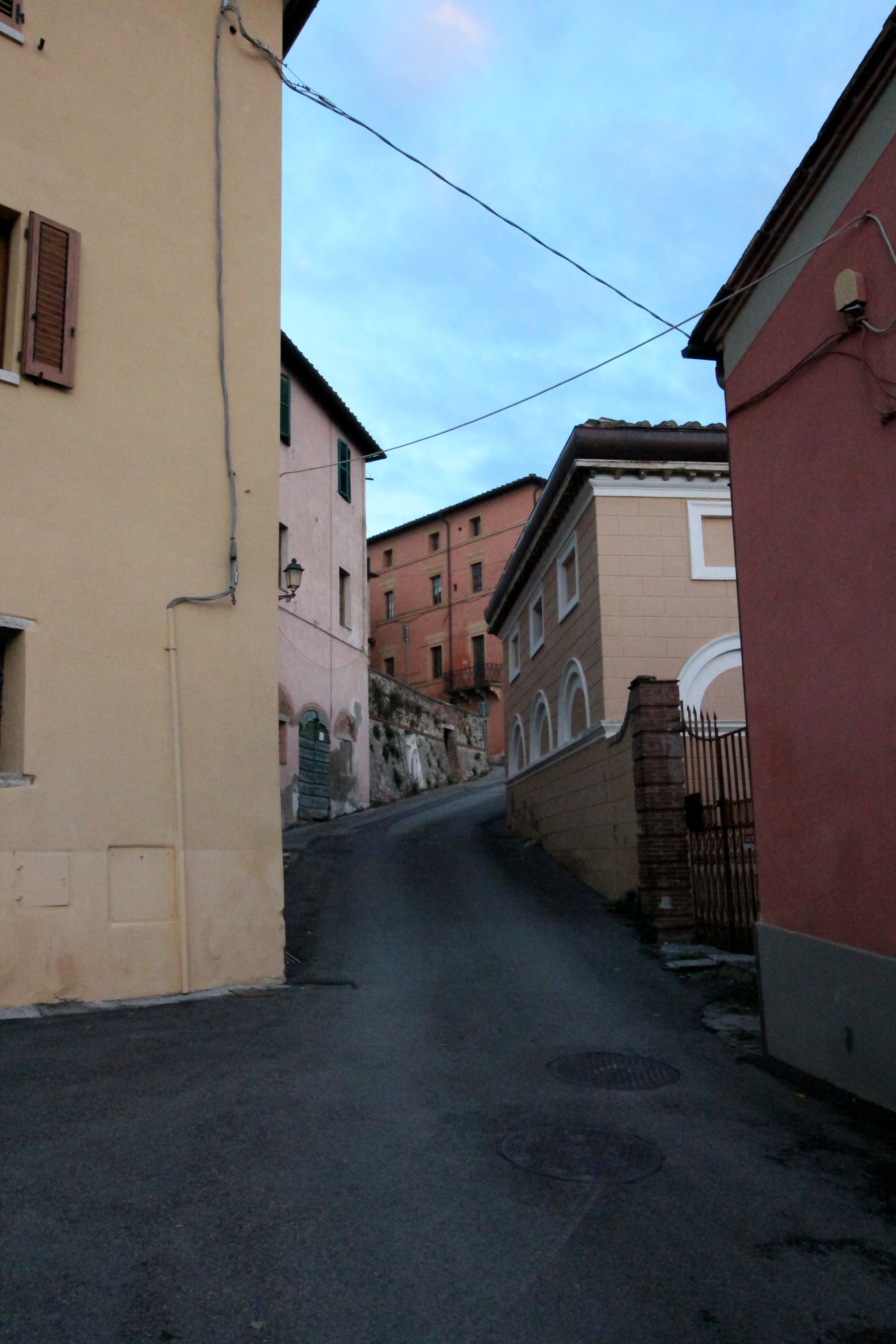
Der Ortskern
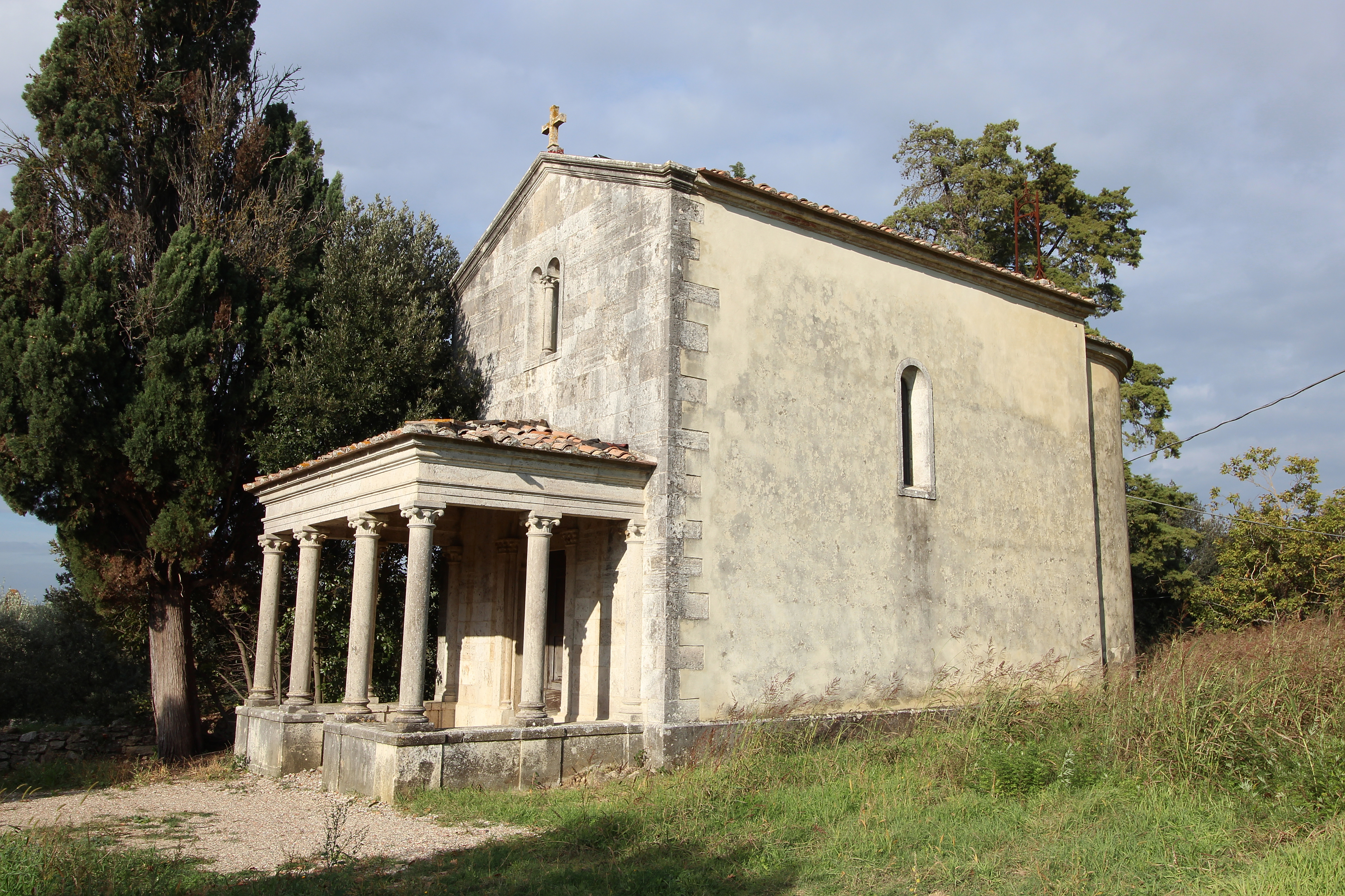
Die Kirche Santissimo Crocifisso
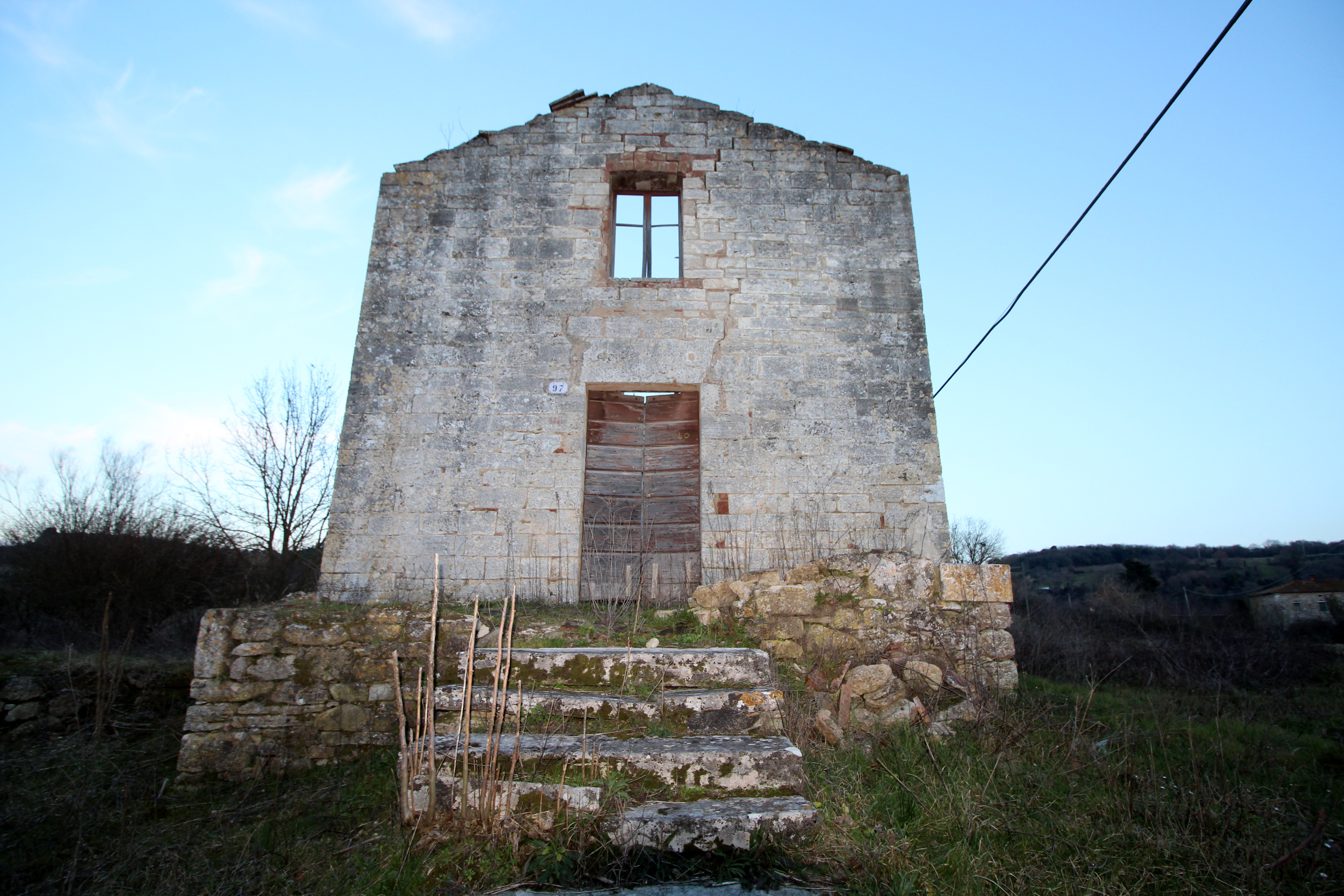
Kirchenruine San Biagio a Chiusella